# Petronillakapelle (Feldkirch)

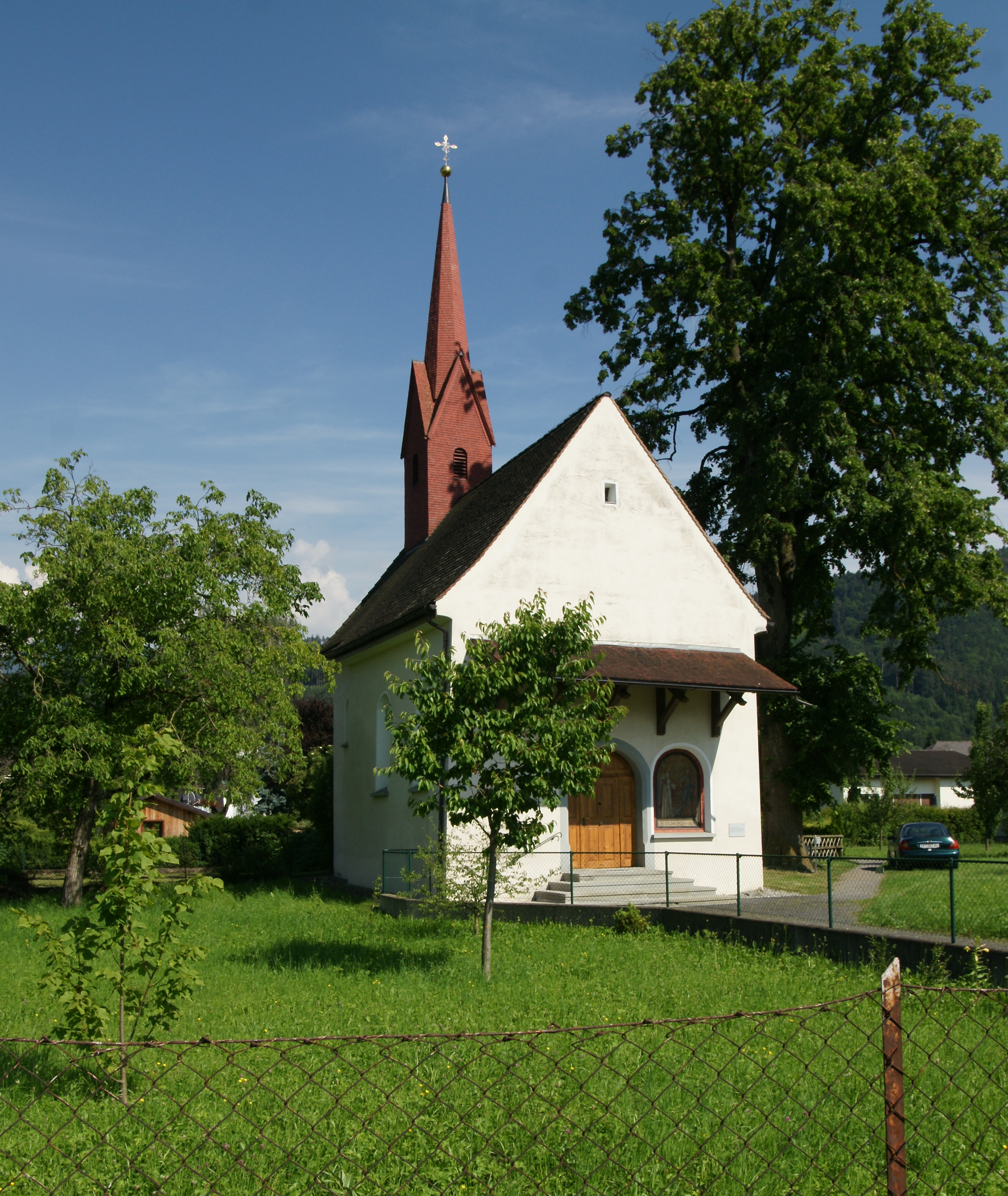
Hll. Petronilla und Martin

Die Petronillakapelle ist eine römisch-katholische Kapelle im Ortsteil Altenstadt (Sankt-Martins-Weg) in der Stadt Feldkirch. Als Kirche im Feld gilt die Kapelle als Namensursprung von Feldkirch.
Die zugleich auch Lourdes- und St. Martin-Kapelle stand auf freiem Feld im Westen des ehemaligen Dorfes Feldkirch, das später zu Altenstadt wurde. Urkundlich um 842 erstmals erwähnt gelangt die Kapelle im Jahre 1222 in den Besitz des Prämonstratenserklosters Churwalden. Die Kapelle wurde im Jahre 1505 vergrößert und im Jahre 1888 zu einer Lourdesgrotte umgestaltet. Die Kapelle besteht aus Chor, Langhaus und einer eingeschlossenen Sakristei. Heute ist die Kapelle den beiden Heiligen St. Petronilla und Martin geweiht. Tafelbild mit dem Hl. Martin und der Hl. Petronilla. Kruzifix mit Figuren des Hl. Martin und der Hl. Petronilla.
Das Fresko Maria von Lourdes aus dem Jahre 1914 ist vom Maler Florus Scheel.